# Джеймс Сайкс Гембл
Джеймс Сайкс Гембл (англ. James Sykes Gamble; 2 липня 1847 — 16 жовтня 1925) — британський ботанік.

## Біографія
Джеймс Сайкс Гембл народився у Лондоні 2 липня 1847 року.
Гембл здобув освіту у Королівському військово-морському училищі; потім він вступив до Magdalen College в Оксфорді, де отримав ступінь магістра. Згодом Гембл навчався у École nationale des eaux et forêts у Нансі. У 1871 році Джеймс Сайкс почав працювати у Індійському департаменті лісового господарства та зробив блискучу кар'єру, отримавши посади хранителя лісів та директора Імперської лісової школи. Гембл займав ряд університетських посад, отримав багато нагород та опублікував ряд книг по флорі Індії. У 1899 році Джеймс Сайкс Гембл був обраний членом Лондонського королівського товариства. Він зробив значний внесок у ботаніку, описавши багато видів рослин
Джеймс Сайкс Гембл помер у графстві Гемпшир 16 жовтня 1925 року.

## Наукова діяльність
Джеймс Сайкс Гембл спеціалізувався на насіннєвих рослинах.

## Окремі публікації
- Flora of the Presidency of Madras, 1921, Londres.
- A Manual of Indian Timbers: An Account of the Growth, Distribution & Uses of the Trees & Shrubs of India & Ceylon with Description of Their Wood-Structure. 1902. Bishen Sigh Mahendra Pal Sigh, India. Reimpreso: Dehradun, International, 2002, xxvi, 868 pp. ISBN 81-7089-283-X.
- Forest Flora of the School Circle, N.-W.P., etc. With a preface by J. S. Gamble. 1901.
- The Bambusae of British India. 1896. Annals of the Royal Botanic Garden Calcutta. 133 pp.
- Materials for a Flora of the Malayan Peninsula. 1889.
- List of the trees, shrubs and large climbers found in the Darjeeling District, Bengal. 1878.